# Lidokain
Lidokain je sloučenina acetamidového typu, užívaná jako lokální anestetikum, zejména ve stomatologii. Chemický název sloučeniny je 2-(diethylamino)-N-(2,6-dimethylfenyl)acetamid, sumární vzorec C14H22N2O.
Nejčastěji je podáván formou aerosolu nebo gelu. Způsobuje vratné zastavení přenosu impulsů neuronových vláken blokováním propustnosti pro ionty sodíku. Vyznačuje se malým vlivem na srdeční sval a neovlivňuje srdeční tep. Účinek lidokainu ve formě aerosolu je viditelný během minuty a trvá asi šest minut.
Lidokain je metabolizován v játrech na neaktivní látky, které jsou ledvinami filtrovány z krve.